# Hoveringham
 (janvier 2024).
Hoveringham est un village du Nottinghamshire, en Angleterre.